# Mina Mangal
Mina Mangal (également translittéré Mena Mangal), née en 1992 et décédée le 11 mai 2019 à Kaboul, est une journaliste afghane, conseillère politique et militante des droits des femmes.

## Biographie
Mina Mangal, née en Afghanistan en 1992 est l'aîné de six frères et sœurs. Avant sa carrière de journaliste, elle suit une formation de sage-femme et étudie le droit, elle s'intéresse également à la poésie et à l'écriture. Elle étudie ensuite le journalisme à l'Université Mashal de Kaboul, en Afghanistan.
Elle occupe plusieurs emplois pour soutenir financièrement les études de ses frères et sœurs. Mina Mangal gagne en popularité en apparaissant sur les chaînes de télévision Tolo TV, Shamshad TV, Lemar TV, et Ariana Television Network. Elle se fait connaître comme féministe et défenseuse des droits des femmes en Afghanistan, notamment en matière d'éducation et d'emploi.
Son mari, qu'elle épouse dans le cadre d'un mariage arrangé, et sa famille voient le travail et le franc-parler de Mina Mangal sur les problèmes des femmes comme une menace pour leur honneur, et elle doit quitter son premier emploi après que son époux soit devenu violent envers elle. Un porte-parole du bureau du procureur général déclare à la BBC que la famille a déposé une plainte alléguant des violences domestiques au moment des faits. Le couple reste marié pendant 10 ans, puis divorce officiellement à la suite d'un long recours auprès de la Commission des droits de l'homme au motif que la vie de Mina Manga est en danger en la compagnie de son mari,. Cependant, l'ancien mari et sa famille continuent à harceler la jeune femme, l'exhortant à se remarier avec lui. La famille de Mina Mangal allègue que le mari drogue par la suite Mina Mangal et l'emmène de force dans la province de Paktiya, où elle est torturée et battue,. Le père de la journaliste déclare réussir à finalement obtenir sa libération "avec l'aide de certains responsables gouvernementaux et d'anciens tribaux".
Avant sa mort, elle occupe le poste de commissaire à la culture à la Chambre du peuple, la chambre basse de l'Assemblée nationale.

### Décès
Selon un porte-parole du ministère de l'Intérieur, Mina Mangal alors âgée de 26 ans est abattue en plein jour le matin du 11 mai 2019, dans le sud-est de Kaboul. Le porte-parole déclare qu'un ou plusieurs assaillants se sont échappés de la scène. On ne sait pas si le meurtre est une attaque terroriste ou un crime d'honneur, la famille de la jeune femme soupçonne son ex-mari ou sa famille d'être impliqués. L'ancien mari est également suspecté par la police immédiatement après le crime.
Dans les jours qui précédent la fusillade, Mina Mangal évoque un certain nombre de menaces qui lui sont faites sur Facebook. Cependant, la police et les autorités ne lui offrent pas de protection. Les circonstances de sa mort sont critiquées par des militantes afghanes des droits des femmes telles que Wazhma Frogh, qui déclare : "Cette femme avait déjà partagé que sa vie était en danger, pourquoi ne s'est-il rien passé ?", ajoutant : "Pourquoi est-ce si facile dans cette société ? [pour les hommes] de continuer à tuer des femmes avec lesquelles ils ne sont pas d'accord ?". Le Premier ministre canadien Justin Trudeau qualifie le meurtre de "tragédie inacceptable", et l'ambassade des États-Unis à Kaboul présente également ses condoléances.
Sa mort est décrite par des militantes des droits des femmes et des collègues parlementaires comme faisant partie d'une série de meurtres de femmes dans la vie publique en Afghanistan. De nombreux anciens collègues de Mina Mangal appellent à une plus grande protection des femmes journalistes. Selon le Comité pour la protection des journalistes, 13 femmes journalistes sont tuées en 2018 en Afghanistan. Selon la Coalition pour les femmes dans le journalisme, Mina est la cinquième femme journaliste tuée en 2019.

## Notices et liens externes
- Notices d'autorité :   - VIAF
  - GND